# Probles extensor
Probles extensor là một loài tò vò trong họ Ichneumonidae.